# Waterpolo als Jocs Olímpics d'estiu de 2016
El Waterpolo als Jocs Olímpics d'Estiu de 2016 se celebraran a Rio de Janeiro, (Brasil) entre el 6 i el 20 d'agost al Maria Lenk Aquatic Center a Barra da Tijuca. La prova masculina constarà de 12 equips i la femenina de 8 equips.

## Classificació
Per classificar-se per als Jocs se segueixen uns criteris diferents en la competició masculina que en la competició femenina que s'expliquen a continuació:

### Masculí
| Qualificació                                    | Data                           | Seu                    | Places | Equips       |
| ----------------------------------------------- | ------------------------------ | ---------------------- | ------ | ------------ |
| País organitzador                               | 2 d'octubre de 2009            | Copenhaguen, Dinamarca | 1      | Brasil       |
| Lliga Mundial de Waterpolo de 2015              | 23–28 de juny de 2015          | Bèrgam, Itàlia         | 1      | Sèrbia       |
| Jocs Panamericans de 2015                       | 7–15 de juliol de 2015         | Toronto, Canadà        | 1      | Estats Units |
| Campionat del Món de natació de 2015            | 27 de juliol–8 d'agost de 2015 | Kazan, Rússia          | 2      |              |
| Campionat del Món de natació de 2015            | 27 de juliol–8 d'agost de 2015 | Kazan, Rússia          | 2      |              |
| Campionats d'Àfrica de Waterpolo                | TBD                            | TBD                    | 1      |              |
| Campionats d'Àsia de Waterpolo                  | TBD                            | TBD                    | 1      |              |
| Campionat d'Europa de waterpolo                 | 10–23 gener de 2016            | Belgrad, Sèrbia        | 1      |              |
| Campionats d'Oceania de Waterpolo               | TBD                            | TBD                    | 1      |              |
| Torneig de classificació olímpica femenina 2016 | Abril 2016                     | Florència, Itàlia      | 3      |              |
| Torneig de classificació olímpica femenina 2016 | Abril 2016                     | Florència, Itàlia      | 3      |              |
| Torneig de classificació olímpica femenina 2016 | Abril 2016                     | Florència, Itàlia      | 3      |              |
| Total                                           |                                |                        | 12     |              |

### Femení
| Qualificació                                     | Data                  | Seu                    | Places | Equips |
| ------------------------------------------------ | --------------------- | ---------------------- | ------ | ------ |
| País organitzador                                | 2 d'octubre de 2009   | Copenhaguen, Dinamarca | 1      | Brasil |
| Campionats d'Àfrica de Waterpolo                 | TBD                   | TBD                    | 1      |        |
| Campionats d'Àsia de Waterpolo                   | TBD                   | TBD                    | 1      |        |
| Campionat d'Europa de waterpolo                  | 10–23 gener de 2016   | Belgrad, Sèrbia        | 1      |        |
| Campionats d'Oceania de Waterpolo                | TBD                   | TBD                    | 1      |        |
| Torneig de classificació olímpica masculina 2016 | 21-28 de març de 2016 | Gouda (Països Baixos)  | 3      |        |
| Torneig de classificació olímpica masculina 2016 | 21-28 de març de 2016 | Gouda (Països Baixos)  | 3      |        |
| Torneig de classificació olímpica masculina 2016 | 21-28 de març de 2016 | Gouda (Països Baixos)  | 3      |        |
| Total                                            |                       |                        | 8      |        |

## Medallistes
| Event                        | Or | Plata | Bronze |
| Competició masculina detalls | SèrbiaGojko Pijetlović · Dušan Mandić · Živko Gocić · Sava Ranđelović · Miloš Ćuk · Duško Pijetlović · Slobodan Nikić · Milan Aleksić · Nikola Jakšić · Filip Filipović · Andrija Prlainović · Stefan Mitrović · Branislav Mitrović               | CroàciaJosip Pavić · Damir Burić · Antonio Petković · Luka Lončar · Maro Joković · Luka Bukić · Xavier García · Andro Bušlje · Sandro Sukno · Ivan Krapić · Anđelo Šetka · Marko Macan · Marko Bijač                                               | ItàliaStefano Tempesti · Francesco Di Fulvio · Niccolò Gitto · Pietro Figlioli · Alessandro Velotto · Michael Bodegas · Andrea Fondelli · Valentino Gallo · Christian Presciutti · Nicholas Presciutti · Matteo Aicardi · Alessandro Nora · Marco Del Lungo |
| Competició femenina detalls  | Estats UnitsSamantha Hill · Madeline Musselmann · Melissa Seidemann · Rachel Fattal · Aria Fischer · Maggie Steffens · Courtney Mathewson · Kiley Neushul · Caroline Clark · Kaleigh Gilchrist · Makenzie Fischer · Kami Craig · Ashleigh Johnson | ItàliaGiulia Gorlero · Chiara Tabani · Arianna Garibotti · Elisa Queirolo · Federica Radicchi · Rosaria Aiello · Tania Di Mario · Roberta Bianconi · Giulia Enrica Emmolo · Francesca Pomeri · Aleksandra Cotti · Teresa Frassinetti · Laura Teani | RússiaAnna Ustyukhina · Maria Borisova · Ekaterina Prokofyeva · Elvina Karimova · Nadezhda Fedotova · Olga Belova · Ekaterina Lisunova · Anastasia Simanovich · Anna Timofeeva · Evgenia Soboleva · Evgeniya Ivanova · Anna Grineva · Anna Karnaukh         |

## Medaller
| Posició | País         | Or | Plata | Bronze | Total |
| 1       | Estats Units | 1  | 0     | 0      | 1     |
| 1       | Sèrbia       | 1  | 0     | 0      | 1     |
| 3       | Itàlia       | 0  | 1     | 1      | 2     |
| 4       | Croàcia      | 0  | 1     | 0      | 1     |
| 5       | Rússia       | 0  | 0     | 1      | 1     |
| Total   | Total        | 2  | 2     | 2      | 6     |